# セレナーデ
セレナーデ（ドイツ語: Serenade、南ドイツ・オーストリアではセレナーデ、北ドイツではゼレナーデ、イタリア語: Serenata）は、音楽のジャンルの1つで、夜に恋人の為に窓下などで演奏される楽曲を指す。あるいはそのような情景のことを指す。

## 語源や他国での呼び名
セレナーデは、ラテン語で「穏やかな」を意味する serenus を語源とする。
各国では、イタリア語: serenata（）、英語: serenade（）、フランス語: sérénade（セレナード）。ドイツ語ではゼレナーデ（Serenade）とも、シュテントヒェン（Ständchen）ともいう。
日本ではセレナードと呼ぶことも多い。夜曲（）あるいは小夜曲（）とも言う。

## 音楽史とセレナーデ
音楽史においては、以下の3つのカテゴリーが存在する。

### セレナーデの祖形
夜に演奏される音楽の歴史は紀元前に遡ることができる。古代ギリシアでは、夜に野外で恋人を褒め称えるために歌われる「扉の前で」と呼ばれる音楽ジャンルが存在した。こんにち口語に残っている「セレナーデ」も、親しい相手やその他の称賛すべき人物のために、夕方しばしば屋外で演奏される音楽を指す。このような意味によるセレナーデは、中世もしくはルネサンスにさかのぼり、「セレネイド（serenade）」という英語は、通常はこの慣わしに関連して使われる。
たいていは一人の歌い手が、携行可能な楽器（リュートやギターなど）を手ずから弾きつつ熱唱する、というパターンはあるが、特定の音楽形式が存在するわけではない。この意味でのセレナーデは、時代が下がってからも登場し、しばしば古い時代を舞台とするオペラのアリアに見受けられる（たとえばモーツァルトの『ドン・ジョヴァンニ』など）。

### 17世紀のセレナータ
バロック時代においては、一般にイタリア語の「セレナータ」が使われた。この場合の「セレナータ」は一種の世俗カンタータであるが、室内カンタータの存在に対して、セレナータは野外における機会音楽であり、夜のしじまの中で、声楽家と器楽グループからなる合奏団によって演奏された。代表的なセレナータ作曲家に、アレッサンドロ・ストラデッラ、アレッサンドロ・スカルラッティ、ヨハン・ヨーゼフ・フックス、ヨハン・マッテゾン、アントニオ・カルダーラらがいる。普通これらの作品は、最低限の演出をともなって大々的に上演され、カンタータとオペラの中間的な様相を示した。いくつかの記述によると、1700年ごろのカンタータとセレナータの主な違いは、セレナータが野外の音楽だったので、トランペットやホルン、打楽器など、小部屋ではうるさすぎて使い物にならない楽器でも利用することができた点にあるという。

### 18世紀以降のセレナーデ
音楽史において最も重要で一般的なセレナーデの種類は、複楽章による大規模な合奏曲である（これは特に「セレナード」の表記が日本語で用いられる場合が多い）。ディヴェルティメントとも関連があり、主に古典派やロマン派において作曲されたが、20世紀に入ってからもわずかな作例がある。交響曲や協奏曲などの複楽章制による絶対音楽に比べると、楽章数が多いこと、性格的に軽めであること、主題の展開や表現の濃密さよりも、響きのよさや愉悦感が重視されがちであること、などの特色がある。その作例は、イタリア、オーストリア、ボヘミア、ドイツにまで広がっている。
18世紀のセレナーデに典型的な楽器編成は、木管楽器とヴァイオリン2部、ヴィオラ、複数のコントラバスであった。これらは「立って」演奏できる楽器であり、セレナーデが屋外ないしは野外で演奏されるという伝統に深く関係するものだった。古典派のセレナーデは、開始楽章と終楽章において行進曲が使われている。これは、演奏家が入退場の際に、しばしば行進しなければならなかったからだろう。この種のセレナーデで最も有名なのは、間違いなくモーツァルトの作品群である。楽章数は4楽章をこえ、ときに10楽章にまで及ぶ。モーツァルトの最も有名なセレナーデは、《ハフナー・セレナーデ》と、弦楽合奏もしくは弦楽四重奏のための《アイネ・クライネ・ナハトムジーク》である。大掛かりなセレナーデは、時にそこから適宜楽章を抜粋して、交響曲や協奏曲に改変されることもあった。
18世紀以前のセレナードは夜に演奏されるための音楽であって、夜をイメージして作曲されたものではない。セレナードに静けさや神秘性といった夜のイメージを表現する試みが現れ始めたのは、文学や絵画、思想界で感性の中に夜がテーマとして発見された19世紀以後の事になる。そうした新しいかたちの夜の音楽の最初期のものにジョン・フィールドの「ノクターン」がある。
19世紀までにセレナーデは演奏会用の作品に変質し、戸外や儀礼とほとんど無縁になった。ブラームスの2つのセレナーデは管弦楽曲であり（ただし第1番は当初は室内楽編成だった）、管弦楽法に習熟するための、いわば交響曲の習作だったといっても差し支えない。弦楽オーケストラのためのセレナーデは、ドヴォルザーク、チャイコフスキー、エルガー、スクなどが作曲している。ヴォルフの《イタリアのセレナーデ》は、単一楽章による弦楽四重奏ないしは弦楽合奏のための作品で、セレナーデとして作曲された短い音詩というべき作品である。管楽合奏のためのセレナーデはドヴォルザークやリヒャルト・シュトラウスなどが作曲している。シベリウスは、協奏的作品として2曲のセレナーデを作曲しているが、弦楽合奏のための組曲《恋する人》（原曲は男声合唱曲）は一種の弦楽セレナーデと呼べなくない。その他のセレナーデとしてはフックスやレーガーの作品、ニールセンの《かいなきセレナーデ》などが挙げられる。

### 現代のセレナーデ
20世紀には、ギーゼキングが弦楽四重奏のための《セレナード》を、ベンジャミン・ブリテンが《テノール、ホルン、弦楽合奏のためのセレナード》を、ストラヴィンスキーがピアノのための《セレナード》を作曲した。アルベール・ルーセルも《フルートとヴァイオリン、ヴィオラ、チェロ、ハープのためのセレナード》を作曲している。シェーンベルクは十二音技法を用いて室内楽（一部に独唱をともなう）のための《セレナーデ》を作曲した。ショスタコーヴィチは最後の弦楽四重奏曲（第15番）の楽章に「セレナーデ」と名づけている。
また、ジャズでは、グレン・ミラーが『ムーンライト・セレナーデ』、『サンライズ・セレナーデ』を作曲している。グレン・ミラーは『銀嶺セレナーデ』という映画にも出演している。
日本では「情熱☆熱風☽せれなーで」（作曲：筒美京平／編曲：大谷和夫）という曲が1982年1月7日に近藤真彦の5枚目のシングルレコードとして発売されている。